# Gavan O’Herlihy
Gavan O’Herlihy (* 29. Juli 1951 in Dublin, Irland; † 15. September 2021 in Bath, England) war ein irischer Schauspieler.

## Leben
Gavan O’Herlihy war der Sohn des Schauspielers Dan O’Herlihy und Neffe des Regisseurs und Produzenten Michael O’Herlihy. Während seiner Jugend war er als Tennisspieler tätig und wurde irischer Landesmeister. In seiner Studienzeit am Trinity College überredete ihn der spätere U2-Manager Paul McGuinness zur Teilnahme an einem Theaterstück. Daraufhin konzentrierte er sich zusehends auf die Schauspielerei und studierte Schauspiel am Abbey Theatre. Er sammelte erste Bühnenerfahrungen in Irland, zog aber bereits 1973 nach Hollywood, wo sein Vater bereits Filmerfolge gefeiert hatte.
O’Herlihy machte seinen Anfang in Fernsehproduktionen und spielte in der ersten Staffel der Erfolgsserie Happy Days die Rolle von Chuck Cunningham, dem ältesten Sohn der Familie Cunningham. Er war allerdings nicht zufrieden mit seiner Rolle und hatte höhere Schauspielambitionen, deshalb ließ er sich ganz herausschreiben. Später trat er auch in Kinofilmen auf, wobei sein Type-Casting häufig der Bösewicht war; darunter waren Rollen in Superman III – Der stählerne Blitz, Death Wish III – Der Rächer von New York und Willow. Im James-Bond-Film Sag niemals nie  verkörperte er den Air-Force-Piloten Jack Petachi. Auch Star-Trek-Fans wurde er bekannt: In der Serie Star Trek: Raumschiff Voyager spielte O’Herlihy in der Pilotfolge Der Fürsorger den Kazon Jabin. In David Lynchs Twin Peaks stellte er in zwei Folgen den korrupten kanadischen Polizisten Officer Preston King dar. Seit Ende der 1990er-Jahre stand er nur noch sporadisch vor der Kamera, sein letzter vor seinem Tod veröffentlichter Film wurde The Descent 2 – Die Jagd geht weiter aus dem Jahr 2009.
Im September 2021 starb Gavan O’Herlihy im Alter von 70 Jahren im englischen Bath. Er war verheiratet und Vater von vier Kindern.

## Filmografie (Auswahl)
- 1973: Mary Tyler Moore (The Mary Tyler Moore Show; Fernsehserie, 1 Folge)
- 1974: Happy Days (Fernsehserie, 7 Folgen)
- 1975: Der Sechs-Millionen-Dollar-Mann (The Six Million Dollar Man; Fernsehserie, 1 Folge)
- 1978: Eine Hochzeit (A Wedding)
- 1978: Tod in einer kleinen Stadt (A Death in Canaan, Fernsehfilm)
- 1980: Stoßtrupp durch die grüne Hölle (A Rumor of War)
- 1982: We’ll Meet Again (Fernseh-Miniserie, 11 Folgen)
- 1983: Sag niemals nie (Never Say Never Again)
- 1983: Superman III – Der stählerne Blitz (Superman III)
- 1983: Detektei Blunt (Agatha Christie’s Partners in Crime, Fernsehserie, 1 Folge)
- 1985: Death Wish III – Der Rächer von New York (Death Wish III)
- 1988: Willow
- 1989: Der Ruf des Adlers (Lonesome Dove, Fernsehserie, 4 Folgen)
- 1989: Die Mörder warten schon (Red King, White Knight)
- 1989: Todesflug KAL 007 (Codes Hostile / Tailspin: Behind the Korean Airliner Tragedy, Fernsehfilm)
- 1990–1991: Twin Peaks (Fernsehserie, 2 Folgen)
- 1990: Geschichten aus der Gruft (Fernsehserie, 1 Folge)
- 1993: Die Scharfschützen – Der Adler des Kaisers (Sharpe's Eagle, Fernsehfilm)
- 1994: The Last Outlaw
- 1995: Star Trek: Raumschiff Voyager (Star Trek: Voyager, Fernsehserie, eine Folge)
- 1995: The Shooter – Ein Leben für den Tod (The Shooter / Hidden Assassin)
- 1997: Prinz Eisenherz (Prince Valiant)
- 1997: Countdown Las Vegas (Top of the World)
- 2006: Seven Days of Grace
- 2009: Inspector Barnaby (Fernsehserie, Folge 12x02 Morden ist auch eine Kunst)
- 2009: The Descent 2 – Die Jagd geht weiter (The Descent Part 2)